# Birger Storr-Hansen
Erik Birger Mogens Storr-Hansen (1. december 1917 i København – 23. december 2013) var en dansk skolemand og organist.
Han var søn af skibsmægler Herman Hansen (1874-1946) og Thyra Amalia Lisette Vilhelmine Storr
(1877-1961). Han blev student 1936 fra Gammel Hellerup Gymnasium og cand.mag. 1943 i fagene musik, dansk og tysk fra Københavns Universitet. Storr-Hansen var så lærer ved Gentofte Statsskole, Gentofte Studenterkursus og Hellerup Seminarium. Fra 1970 til 1980 var han rektor for Vesterbro Statskursus til Studentereksamen.
Han havde været kirkesanger som ung og var sideløbende organist ved flere kirker. Han oversatte syngespil og skrev libretti til flere operaer.
Derudover drev han fra 1961 til 1988 fritidslandbrug på Søsterbromølle i Nordsjælland.
Han blev gift den 29. april 1947 på Gentofte Rådhus med Inge Lise Emmy Mortensen (født 14. februar 1928 på Rigshospitalet). Han var morfar til digter Nanna Storr-Hansen.